# Europese kampioenschappen judo 1991
De Europese kampioenschappen judo 1991 werden van 16 tot en met 19 mei 1991 gehouden in Praag, Tsjecho-Slowakije. Het toernooi werd een succes voor het Nederlandse team, dat het medailleklassement leidde met een totaal van vier gouden, een zilveren en drie bronzen medailles.

## Resultaten

### Mannen
| Gewichtsklasse | Goud             | Zilver            | Brons                                |
| -------------- | ---------------- | ----------------- | ------------------------------------ |
| – 60 kg        | Philip Pradayrol | Piotr Kamrowski   | József Wagner Marino Cattedra        |
| – 65 kg        | Eric Born        | József Csák       | Martin Schmidt Ian Freeman           |
| – 71 kg        | Stefan Dott      | Josef Vensek      | Christophe Gagliano Magomedbek Aliev |
| – 78 kg        | Anthonie Wurth   | Johan Laats       | Krzysztof Kamiński Bashir Varaev     |
| – 86 kg        | Axel Lobenstein  | Giorgio Vismara   | Adrian Croitoru León Villar          |
| – 95 kg        | Theo Meijer      | Givi Gaurgashvili | Stéphane Traineau Detlef Knorrek     |
| +95 kg         | Henry Stoehr     | Sergey Kosorotov  | Rafal Kubacki David Douillet         |
| Open           | Igor Bereznitsky | Bernd Von Eitzen  | Patrice Rognon Stefano Venturelli    |

### Vrouwen
| Gewichtsklasse | Goud                | Zilver             | Brons                                 |
| -------------- | ------------------- | ------------------ | ------------------------------------- |
| – 48 kg        | Cécile Nowak        | Karen Briggs       | Yolanda Soler Giovanna Tortora        |
| – 52 kg        | Jessica Gal         | Loretta Doyle      | Alessandra Giungi Fabienne Boffin     |
| – 56 kg        | Miriam Blasco       | Gooitske Marsman   | Cathérine Arnaud Gudrun Hausch        |
| – 61 kg        | Zsuzsa Nagy         | Frauke Eickhoff    | Yael Arad Susanne Profanter           |
| – 66 kg        | Isabelle Beauruelle | Kate Howey         | Chantal Han Emanuela Pierantozzi      |
| – 72 kg        | Laëtitia Meignan    | Elisabeth Karlsson | Ulla Werbrouck Marion van Dorssen     |
| +72 kg         | Beáta Maksymow      | Claudia Weber      | Svetlana Gundarenko Angelique Seriese |
| Open           | Monique van der Lee | Renata Szal        | Karin Kutz Natalina Lupino            |

## Medailleklassement
| Plaats | Land                | Goud | Zilver | Brons | Totaal |
| 1      | Nederland           | 4    | 1      | 3     | 8      |
| 2      | Frankrijk           | 4    | –      | 7     | 11     |
| 3      | Duitsland           | 3    | 3      | 4     | 10     |
| 4      | Sovjet-Unie         | 1    | 2      | 3     | 6      |
| 5      | Polen               | 1    | 2      | 2     | 5      |
| 6      | Hongarije           | 1    | 1      | 1     | 3      |
| 7      | Spanje              | 1    | –      | 2     | 3      |
| 8      | Zwitserland         | 1    | –      | –     | 1      |
| 9      | Verenigd Koninkrijk | –    | 3      | 1     | 4      |
| 10     | Italië              | -    | 1      | 5     | 6      |
| 11     | België              | -    | 1      | 1     | 2      |
| 12     | Zweden              | -    | 1      | –     | 1      |
| 12     | Tsjecho-Slowakije   | –    | 1      | –     | 1      |
| 14     | Israël              | –    | -      | 1     | 1      |
| 14     | Oostenrijk          | –    | -      | 1     | 1      |
| 14     | Roemenië            | –    | -      | 1     | 1      |
|        | Totaal              | 16   | 16     | 32    | 64     |